# 多胡真清
多胡 真清（たご さねきよ、天正9年〈1581年〉 - 寛永19年7月2日〈1642年7月28日〉）は、安土桃山時代から江戸時代前期の武士。石見津和野藩亀井家の家老。多胡真蔭の父。

## 生涯
天正9年（1581年）生まれ。因幡鹿野藩主亀井茲矩の養子となり、亀井主水、橘真房を名のる。のち多胡とあらため、津和野藩主亀井政矩に仕える。寛永12年（1635年）多胡勘解由らとの抗争（津和野騒動）に勝ち、藩政を確立。寛永19年（1642年）7月2日死去。享年62。